# Néoptérine
La néoptérine est une ptéridine , intervenant en signalisation cellulaire du système immunitaire de l'organisme en indiquant un état pro-inflammatoire. Elle sert en particulier de marqueur de l'activation de l'immunité cellulaire.

## Synthèse
Elle est produite au sein des macrophages par dégradation du GTP, un nucléotide purique, sous l'effet de Interféron-γ.  

## Rôle
Il s'agit d'un marqueur de l'activation du système immunitaire.

## En médecine
Le taux de néoptérine dans les fluides corporels humains tels que le sérum, le liquide cérébro-spinal et l'urine donne des informations sur l'activation de l'immunité cellulaire de l'organisme sous le contrôle des lymphocytes T auxiliaires de type 1. Un taux élevé en néoptérine est associé à une production accrue de dérivés réactifs de l'oxygène et sa valeur permet d'estimer le niveau du stress oxydant induit par le système immunitaire.
Les maladies suivantes comptent parmi celles qui induisent des taux accrus de néoptérine :
- infections virales notamment au VIH, au virus de l'hépatite B et au virus de l'hépatite C ;
- infections bactériennes telles que par les borrélies et Mycobacterium tuberculosis ;
- les parasitoses à Plasmodium (paludisme) ;
- les maladies auto-immunes telles que la polyarthrite rhumatoïde, le lupus érythémateux disséminé et la maladie de Crohn;
- les cancers, notamment les lymphomes et leucémies, le cancer colorectal[5] ;
- les rejets de greffes ;
- une leucodystrophie appelée syndrome d'Aicardi-Goutières ;
- les états de dépression et de somatisation.

Le taux de néoptérine peut généralement être corrélé avec la progression de la maladie et ainsi permettre de la suivre au cours du traitement des patients. Un taux élevé de néoptérine est un bon indicateur d'une évolution défavorable chez les patients atteints du sida, de maladies cardiovasculaires et de divers types de cancers. 

## détection et dosage
Son taux peut être déterminé dans un laboratoire de biologie médicale par dosage radio-immunologique (RIA), par dosage ELISA, ou encore par chromatographie en phase liquide à haute performance (HPLC).
La néoptérine est fluorescente à 353 nm et émet à 438 nm, ce qui la rend facilement détectable après séparation par HPLC.